# Canon EOS D30
Die Canon EOS D30 ist eine digitale Spiegelreflexkamera des japanischen Herstellers Canon, die im August 2000 in den Markt eingeführt wurde. Es war die erste, direkt als digitale Kamera entwickelte Spiegelreflexkamera des Herstellers.
Die Kamera besitzt einen 3,1-Megapixel-CMOS-Bildsensor (2160 × 1440 Pixel) im APS-C-Format.